# St. Mariä Himmelfahrt (Kirchhofen)

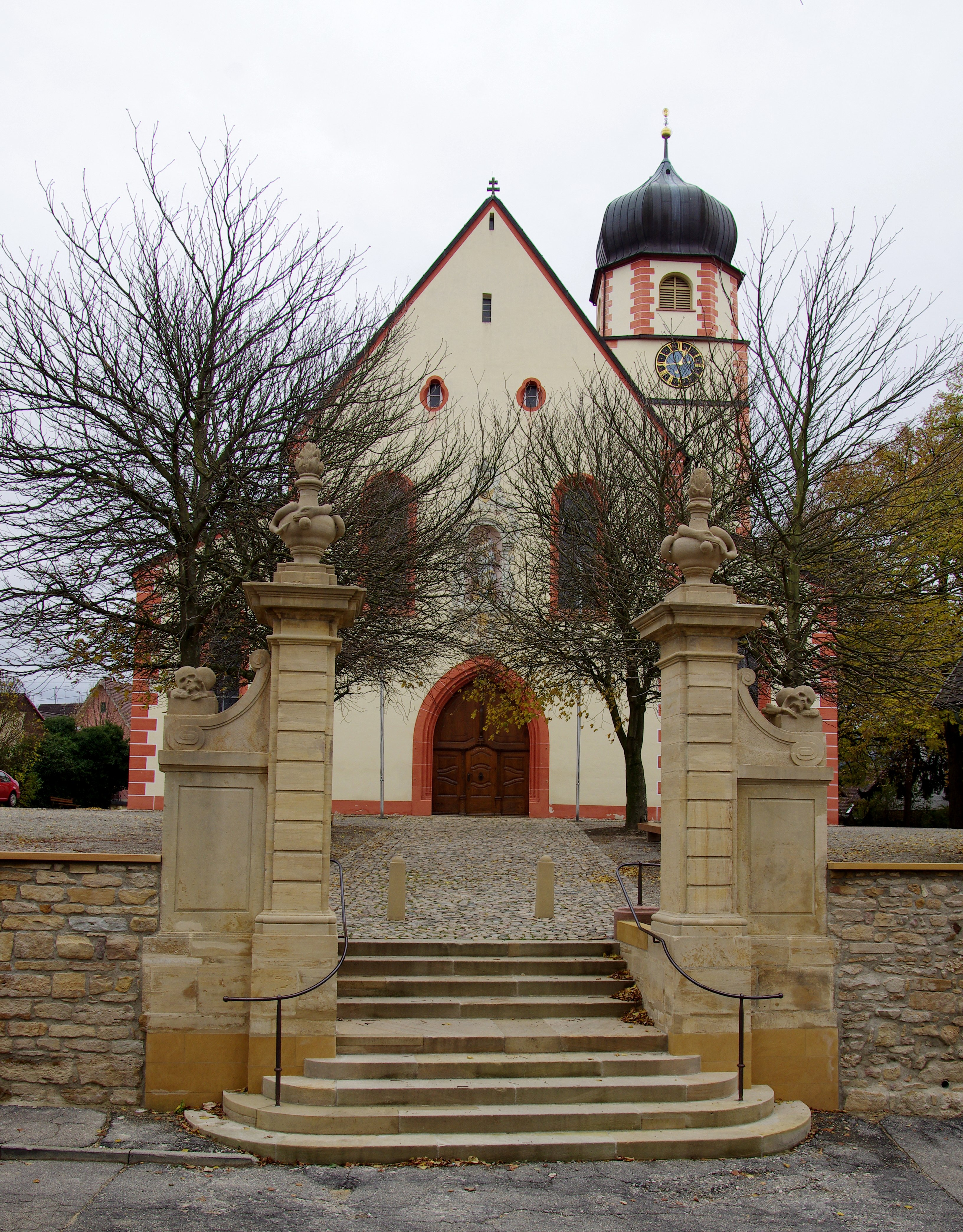
Blick von Westen

Die katholische Pfarr- und Wallfahrtskirche Mariä Himmelfahrt in Kirchhofen, einem Ortsteil der Gemeinde Ehrenkirchen im Landkreis Breisgau-Hochschwarzwald (Baden-Württemberg), steht in der Mitte des Oberdorfs auf einem leicht erhöhten Platz, dem 1861 aufgelassenen Friedhof. Sie gehört zur Seelsorgeeinheit Batzenberg-Obere Möhlin im Dekanat Breisach-Neuenburg der Erzdiözese Freiburg.

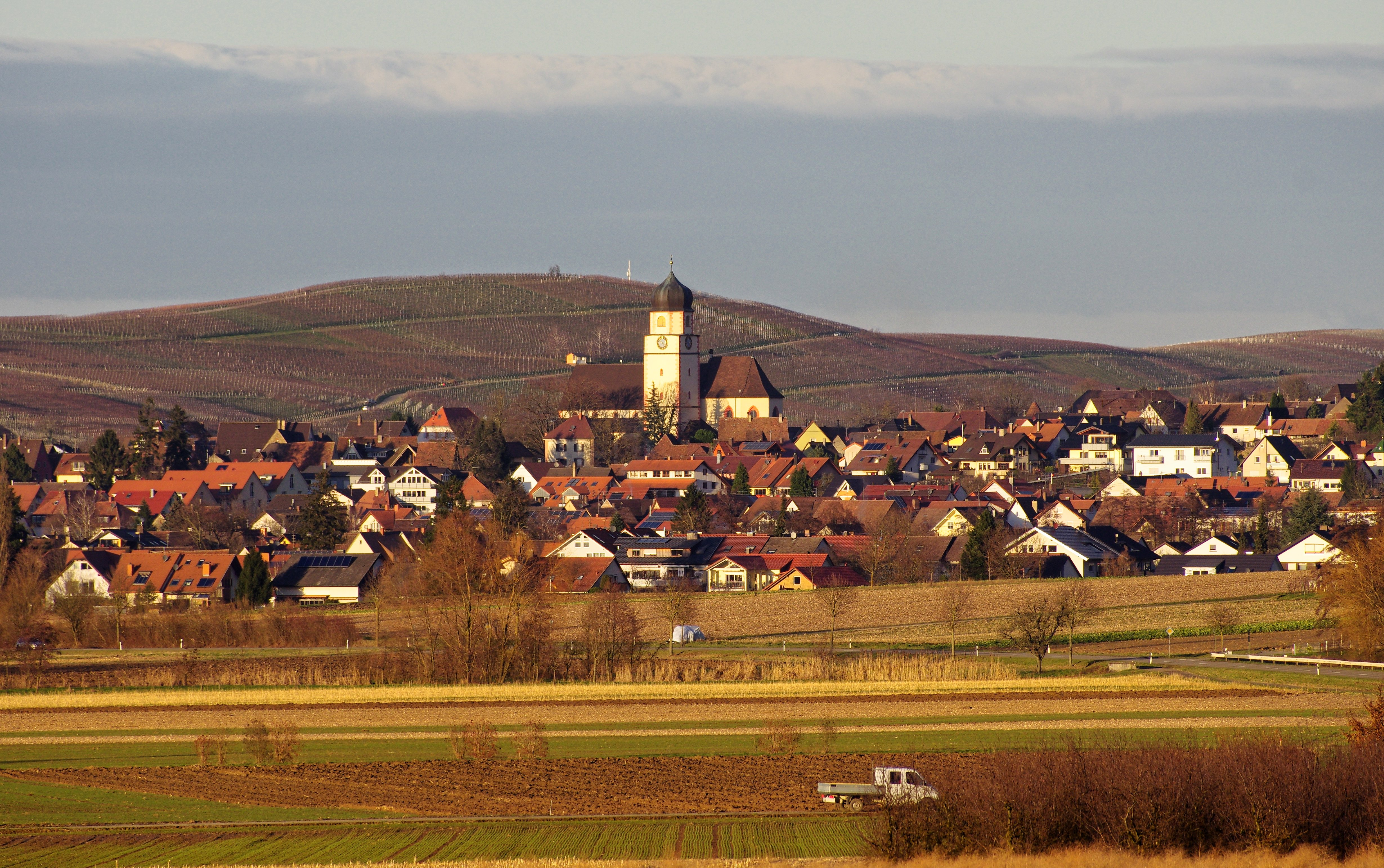
Dorf und Kirche von Süden vor dem Batzenberg

## Pfarreigeschichte
Kirchhofen und seine Pfarrei werden 1087 erstmals erwähnt, doch wurde ein Vorgänger der heutigen Kirche, dem Apostel Petrus geweiht, vermutlich bereits im 7. oder 8. Jahrhundert errichtet. Im Mittelalter waren auch die Einwohner von Ehrenstetten, Offnadingen, Ambringen und Norsingen – alle heute (2013) Ortsteile von Ehrenkirchen – sowie von Staufen im Breisgau und St. Ulrich im Schwarzwald nach Kirchhofen eingepfarrt. 1344 erscheint als Patronin erstmals Maria. An der Kirche wirkten außer dem Pfarrer mehrere Kapläne, von deren Häusern drei noch heute den Kirchplatz umstehen. Auf die Marienwallfahrt weist erstmals 1397 eine Liebfrauenbruderschaft hin, „bruoderschaft unser frowen ze Kirchhoven“, die später als Rosenkranzbruderschaft erscheint. Der Zehnt aus der Pfarrei ging durch das ganze Mittelalter hauptsächlich an den Bischof von Basel und sein Domkapitel, obwohl die Pfarrei kirchenrechtlich zum Bistum Konstanz gehörte. 1821 kam sie zum neuen Erzbistum Freiburg.
Der Dreißigjährige Krieg traf Kirchhofen hart. Am 18. Juli 1633 wurden Dorf und Kirche durch schwedische Truppen unter Otto Ludwig von Salm-Kyrburg-Mörchingen niedergebrannt, 300 Bauern aus Kirchhofen, Ehrenstetten und Pfaffenweiler wurden als Rebellen getötet. Doch blühte die Wallfahrt wieder auf.
Wurden die Filialen von Kirchhofen im Laufe der Zeit eigene Pfarreien, Staufen wohl schon im 13. Jahrhundert, so entwickelt sich die Seelsorge heute umgekehrt: Wegen Priestermangels wurden die Pfarreien St. Peter und Paul Bollschweil, St. Georg Ehrenstetten, Mariä Himmelfahrt Kirchhofen, St. Gallus Norsingen, Heiligkreuz Offnadingen, St. Michael Scherzingen, St. Fides und Markus Sölden und St. Peter und Paul St. Ulrich 2005 zur Seelsorgeeinheit Obere Möhlin zusammengefasst.

## Baugeschichte
Ältester Teil der bestehenden Kirche, aus dem 13. oder 14. Jahrhundert oder noch älter, ist der Turm in seinen Untergeschossen. Langhaus und Chor stammen aus dem Beginn des 16. Jahrhunderts. Darauf weist die Jahreszahl „1509“ über dem Hauptportal hin. Sie wurde auch als „1409“ gelesen gelesen, und die Kirchengemeinde kündigte 2009 ihr 600-jähriges statt wie wohl korrekt ihr 500-jähriges Jubiläum an. Details der Architektur erinnern an das Freiburger Münster und St. Martin in Staufen.

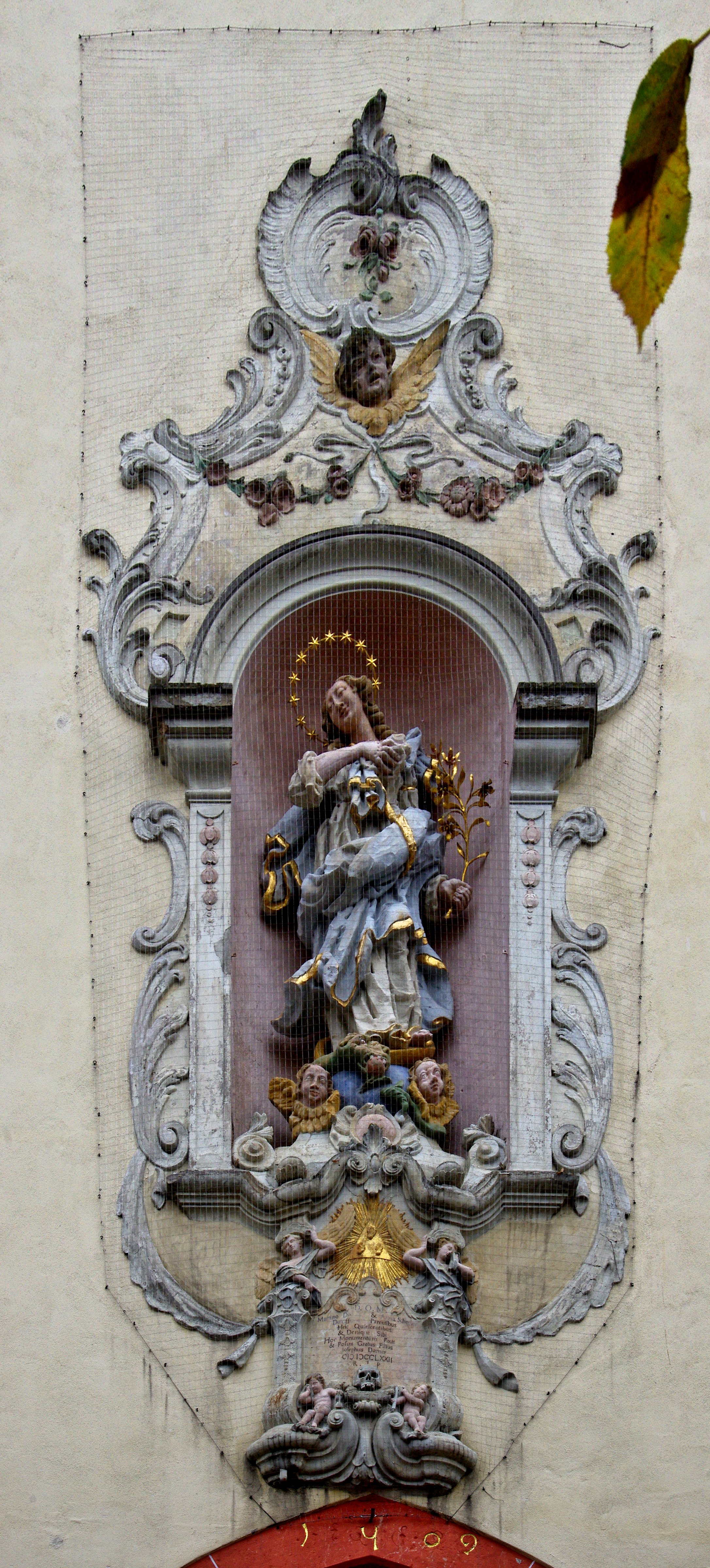
Immaculata über dem „1509“ bezeichneten Westportal

Nach der Katastrophe von 1633 waren die gröbsten Schäden bis 1646 beseitigt, das Dach war geschlossen und die Kirche für Gottesdienste nutzbar. 1712 wurde der Turm um ein Achteckgeschoss und eine Zwiebelhaube erhöht. Im 18. Jahrhundert wurde die Kirche in zwei Phasen barockisiert. 1740 bis 1741 setzte der Wessobrunner Stuckateur Johann Georg Gigl unter anderem das Westfenster zu, brach das gotische Maßwerk aus den Fenstern, rundete im Langhaus deren Spitzbogen und stuckierte das Langhaus. Die Langhausdecke malte der schweizerisch-deutsche Künstler Jacob Carl Stauder. 1762 bis 1765 stuckierte der Wessobrunner Stuckateur Franz Anton Vogel den Chor, ein Unbekannter malte das (verschwundene) Deckengemälde im Chor und der Freiburger Johann Adam Bretz (1724–1803) schreinerte fünf Altäre.
1811 wurde die Michaelskapelle abgerissen, die man 1633 südlich der Kirche als Beinhaus für die 300 Getöteten errichtet hatte. 1892 bis 1894 wurde der Gnadenaltar verlegt und wurden zwei Altäre (Nikolaus- und Allerheiligenaltar) abgebrochen. Ihre Reste gelangten großenteils in andere Altäre, so die zwei Großfiguren des Allerheiligenaltars auf den Hochaltar der Heiligkreuzkirche in Offnadingen. 1991/92 erfolgte die letzte Außen-, 1997 die letzte Innenrenovierung.

## Gebäude
Weithin sichtbar beherrscht die Kirche, weißrot verputzt, das Dorf. Sie ist die größte zwischen Freiburg und Basel. Mit der teilweise erhaltenen Mauer um den Kirchplatz, dem Brunnen von 1784 mit einer Marienstatue an der Zufahrt, den alten Linden und Rosskastanien und den Kaplanshäusern bildet sie trotz einiger Verluste, wie der Michaelskapelle, ein selten so anzutreffendes Denkmal. An das dreischiffige basilikale Langhaus von sechs Jochen schließt sich, höher und aus der Längsachse nach Norden verschoben, der polygonal geschlossene Chor. Die Chorfenster besitzen außen noch ihre gotischen Spitzbogen, die Langhausfenster seit 1741 Rundbogen. Das Mittelschiff überwölbt eine Tonne mit Stichkappen. Das westliche Joch wird von einer Empore eingenommen. Über dem fünften Joch öffnet sich eine Kuppel. In den Seitenschiffen liegen die spätgotischen Netzgewölbe frei, deren Rippen ohne Konsolen aus der Wand herauswachsen. Der Turm schneidet in die Südostecke des Schiffs ein. Im Winkel zwischen ihm und dem Chor liegt die Sakristei.

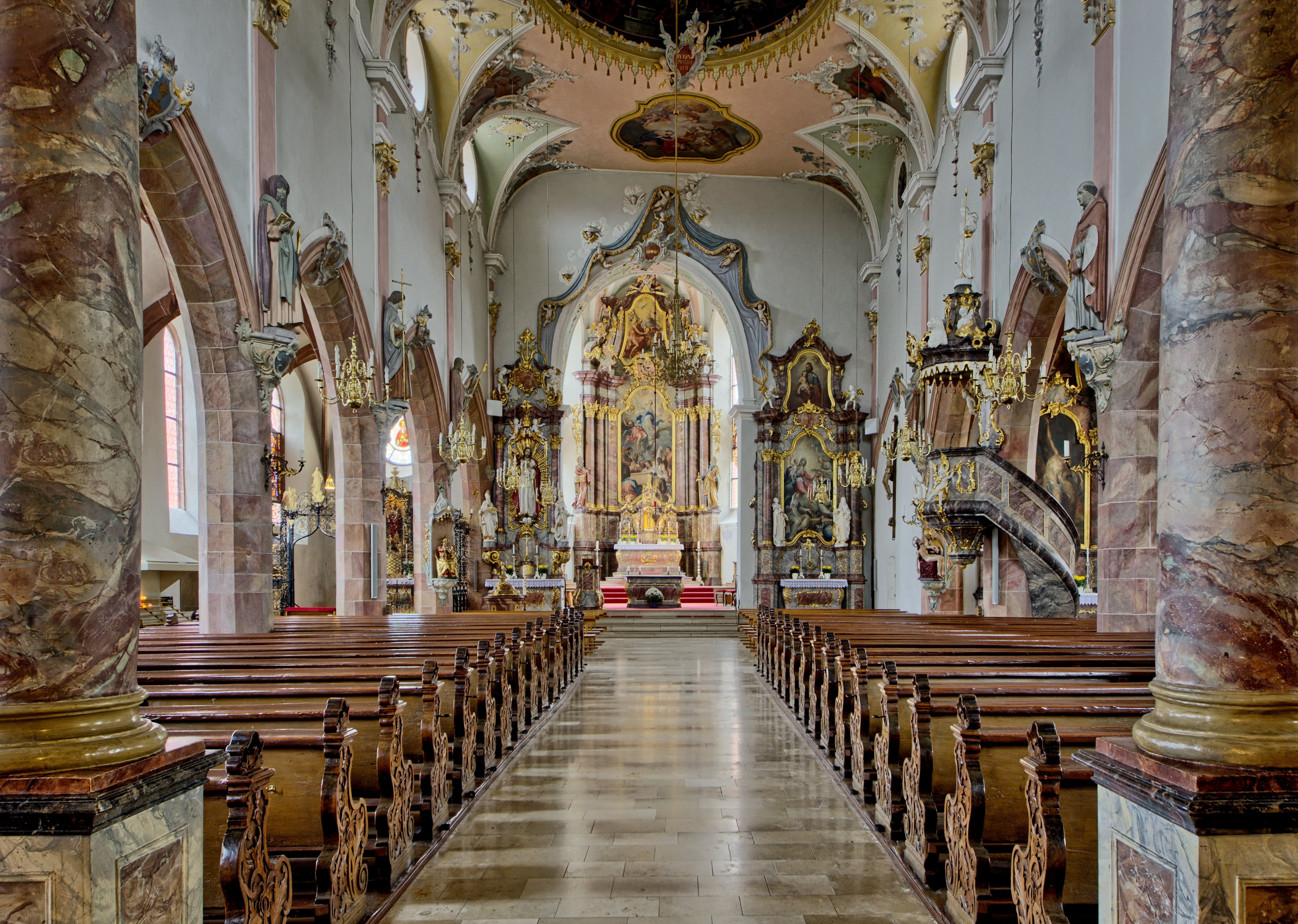
Inneres Richtung Osten
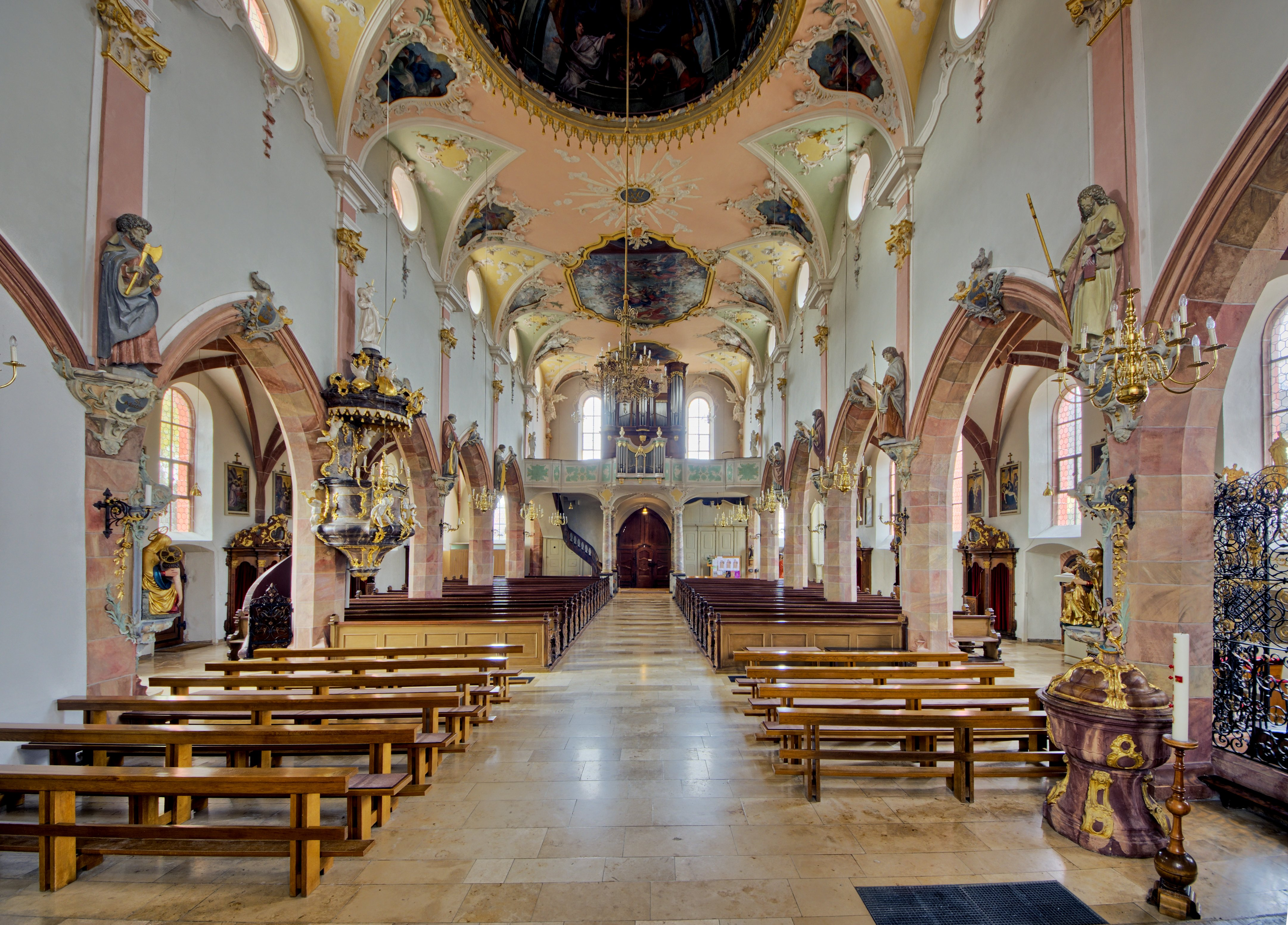
Inneres Richtung Westen

## Ausstattung
Das Dehio-Handbuch von 1964 urteilt: „Prachtvolle Ausstattung“.
Über dem westlichen, stabwerkumrahmten gotischen Hauptportal steht, eine Lilie in der Hand, eine steinerne Maria immaculata, die Hermann Brommer dem Merdinger Bildhauer Johann Baptist Sellinger zugeschrieben hat. Zwischen die Figur und den Spitzbogen des Portals hat man ein 1772 von dem Ehrenstetter Bildhauer Joseph Donner (1731–1773) für seine Eltern geschaffenes Grabdenkmal gesetzt.

Deckengemälde
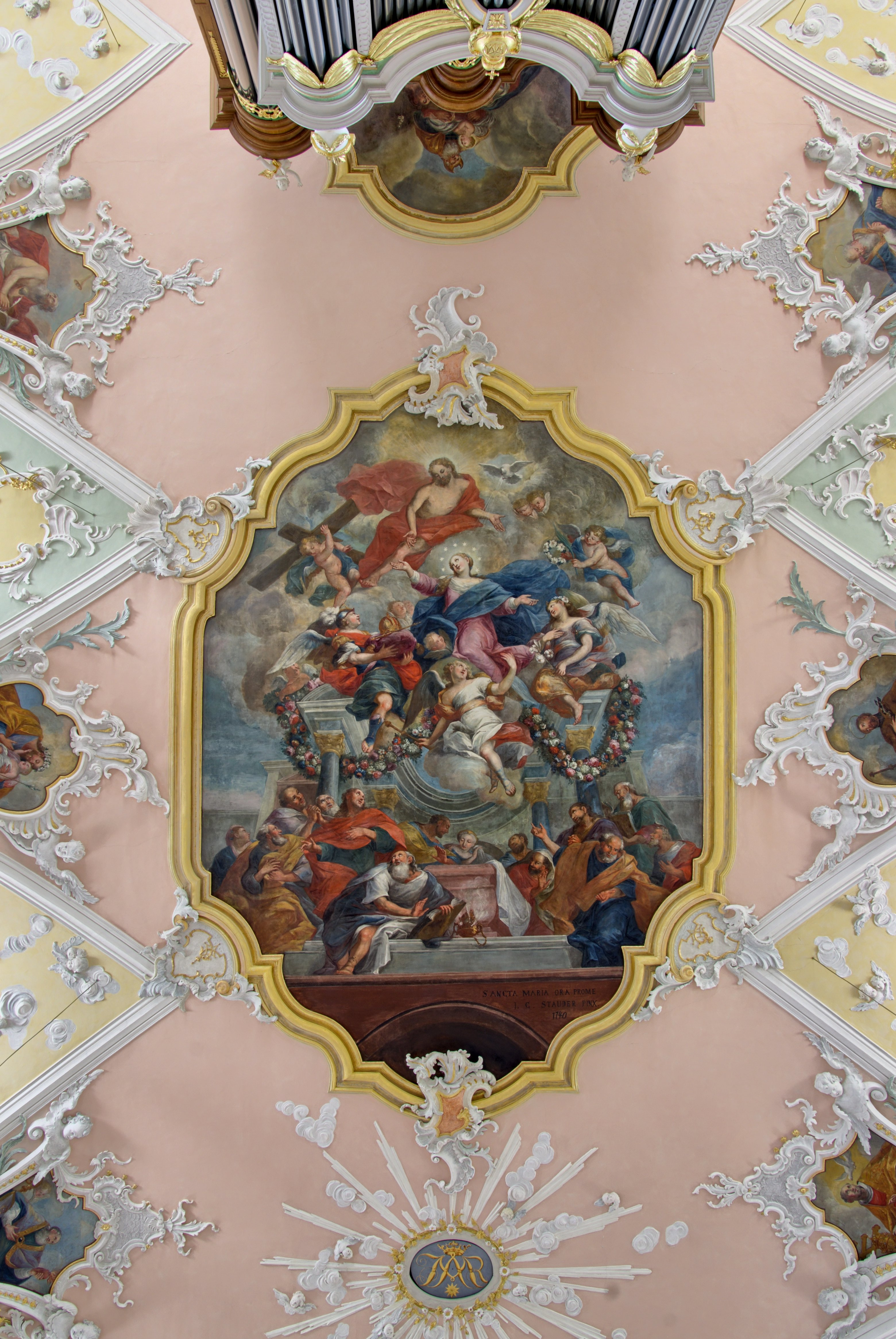
Schiff: Himmelfahrt Mariens
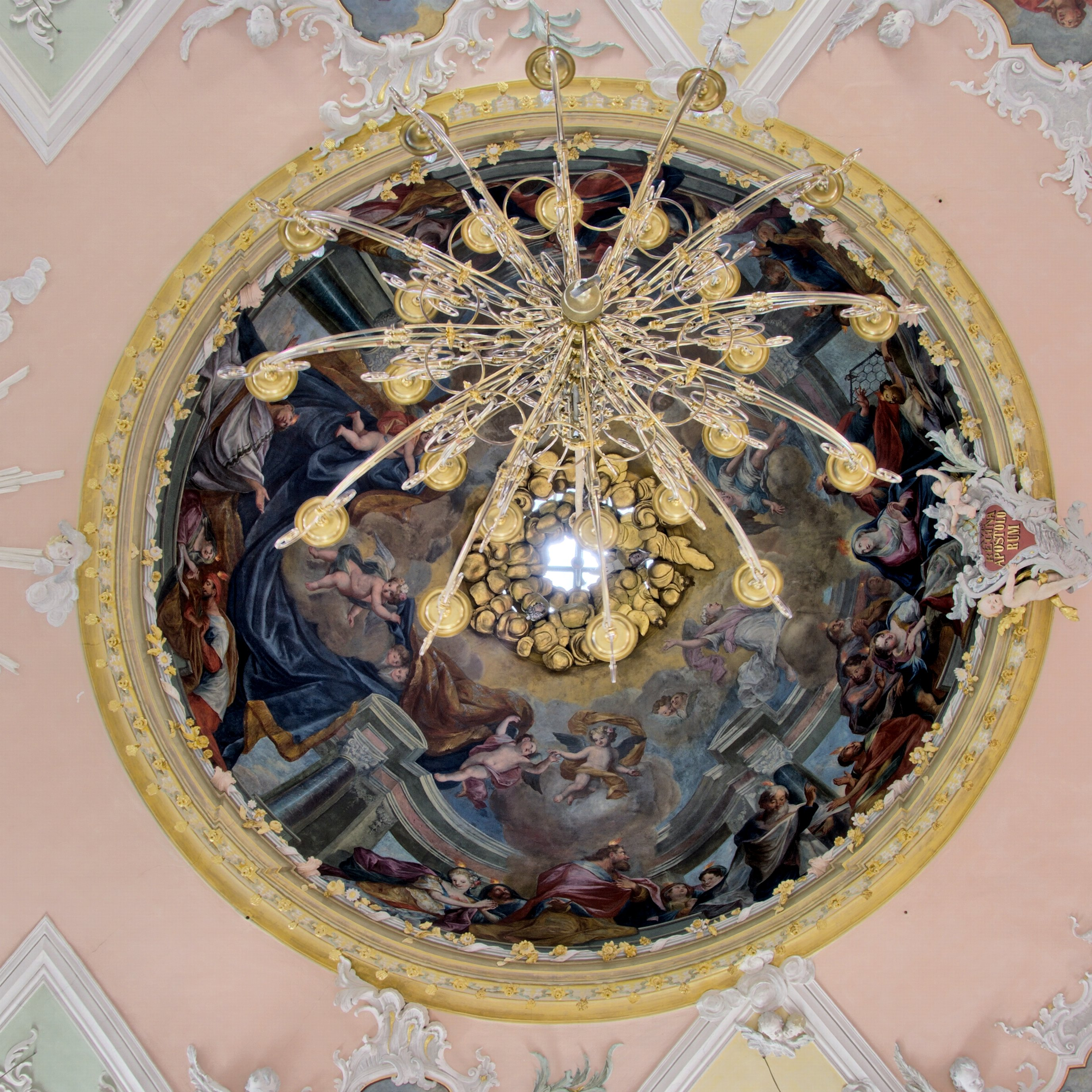
Kuppel: Pfingsten
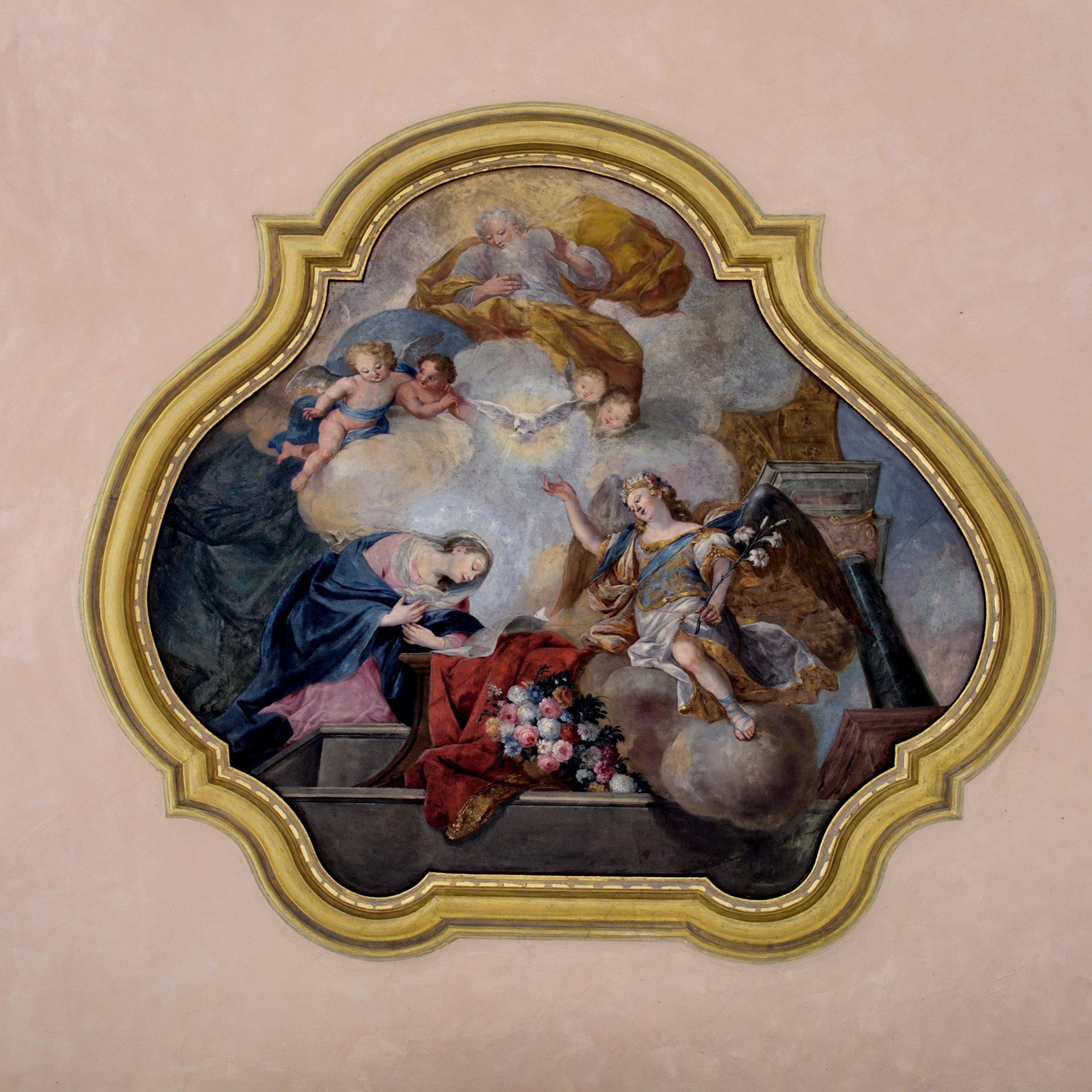
Schiff: Verkündigung an Maria
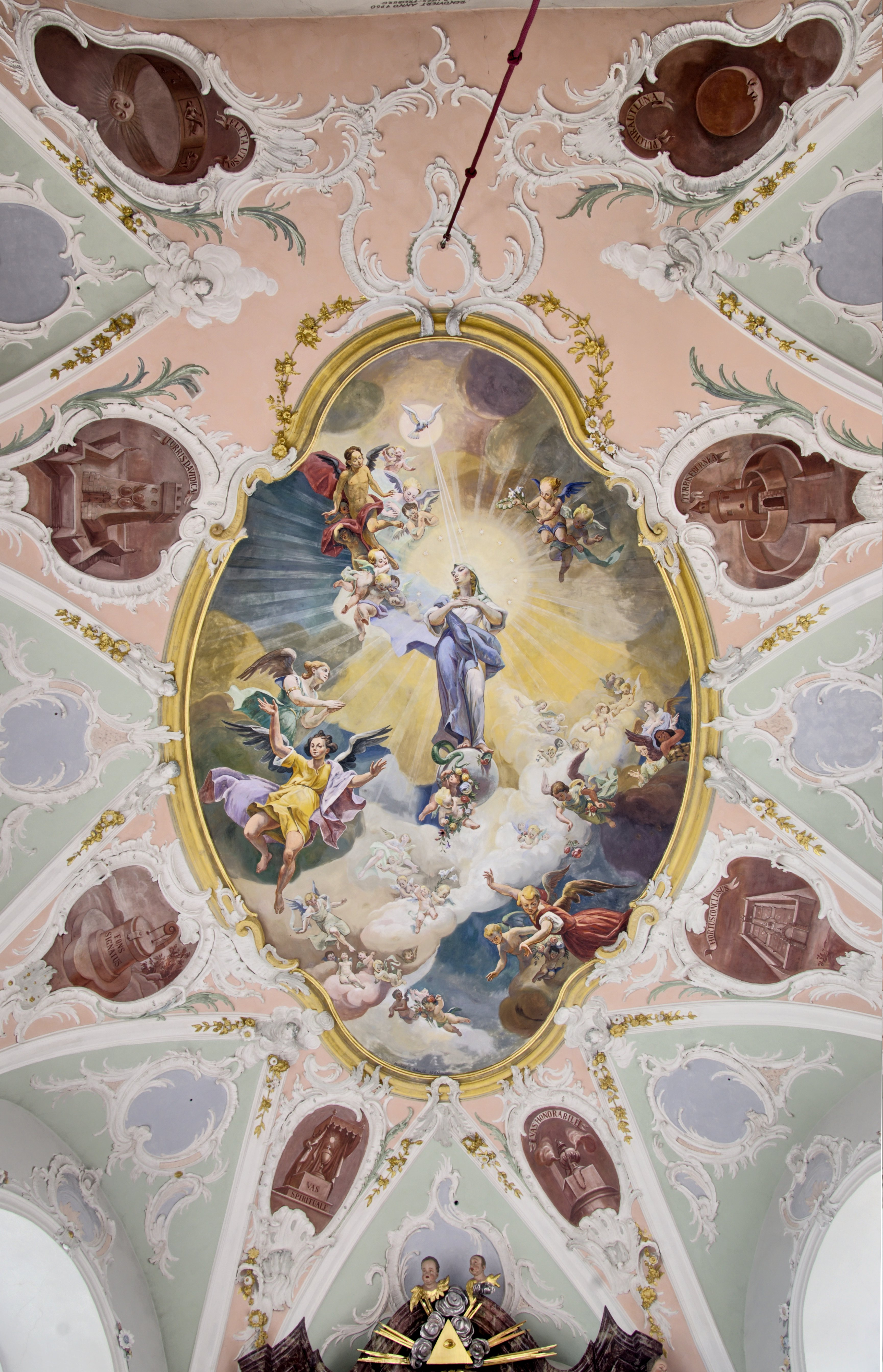
Chor: Maria immaculata

### Stuck und Deckengemälde
Über den gotischen Achteckpfeilern und spitzen Arkaden des Schiffs liegt Gigls barockes Gewand mit Pilastern über den Pfeilern und Kartuschen über den Arkadenscheiteln. „Blütengirlanden, Pflanzenstengel und ein Heer geflügelter Engel aus Stuck beleben die Wände und die Gewölbe. Obwohl die Rocaille … überwiegt, erscheint an wenigen Stellen (z. B. Emporengewölbe und Brüstung) auch noch die ältere Form des Bandelwerks.“ Über den ausgerundeten Chorbogen halten Putten, die asymmetrische Chorplatzierung ausgleichend, einen Vorhang mit einer Schrift: „VENITE ADOREMUS –Kommt, lasst uns anbeten“. Vogels Stuck im Chor ist feingliedriger als Gigls Dekoration im Schiff.
Stauders vier große Deckengemälde zeigen von West nach Ost die Darstellung Jesu im Tempel mit Maria, Josef und dem greisen Simeon (über der Empore). Es folgen Mariä Aufnahme in den Himmel, beschriftet „SANCTA MARIA ORA PRO ME – J C STAUDER PINX 1740“, dann ein stuckiertes, gekröntes Marienmonogramm, dann in der Kuppel, nachgedunkelt und schlecht beleuchtet, das Pfingstwunder, an dessen Rand unter das Bild Marias zwei Putten die Inschrift „AVE REGINA APOSTULORUM“ halten. Das letzte Bild vor dem Chorbogen ist eine Verkündigung an Maria. In den sechs Zwickeln um das Himmelfahrtsbild sind die vier klassischen lateinischen lateinischen Kirchenlehrer Hieronymus, Ambrosius von Mailand, Augustinus und Gregor der Große, der heilige Josef und der heilige Johannes von Damaskus zu sehen, in den vier Zwickeln um das Verkündigungsbild die Evangelisten.
Das Hauptbild der Chordecke, eine Maria immaculata, wurde 1960, als das Vorgängerbild irreparabel geschädigt war, von dem Freiburger Künstler Manfred A. Schmid (1911–2009) gemalt. Der Maler der acht umgebenden Grisaillen mit Mariensymbolen aus dem Hohen Lied und der Lauretanischen Litanei ist unbekannt.

### Altäre
Von den fünf Altären sind drei, der Hochaltar, der Rosenkranzaltar im Mittelschiff rechts des Chorbogens und der Sebastiansaltar am Ende des südlichen Seitenschiffs gegenüber der Entstehungszeit kaum verändert. Der Gnadenaltar am Ende des nördlichen Seitenschiffs und der Herz-Jesu-Altar links des Chorbogens, Pendant zum Rosenkranzaltar, sind Neobarock. An der Planung der alten Altäre war der Freiburger Bildhauer, Maler und Architekt Johann Christian Wentzinger maßgeblich beteiligt. Die Bilder werden dem Freiburger Maler Simon Göser, die Skulpturen dem auch an anderen Orten mit Wentzinger zusammenarbeitenden Fidelis Sporer zugeschrieben.

Altäre
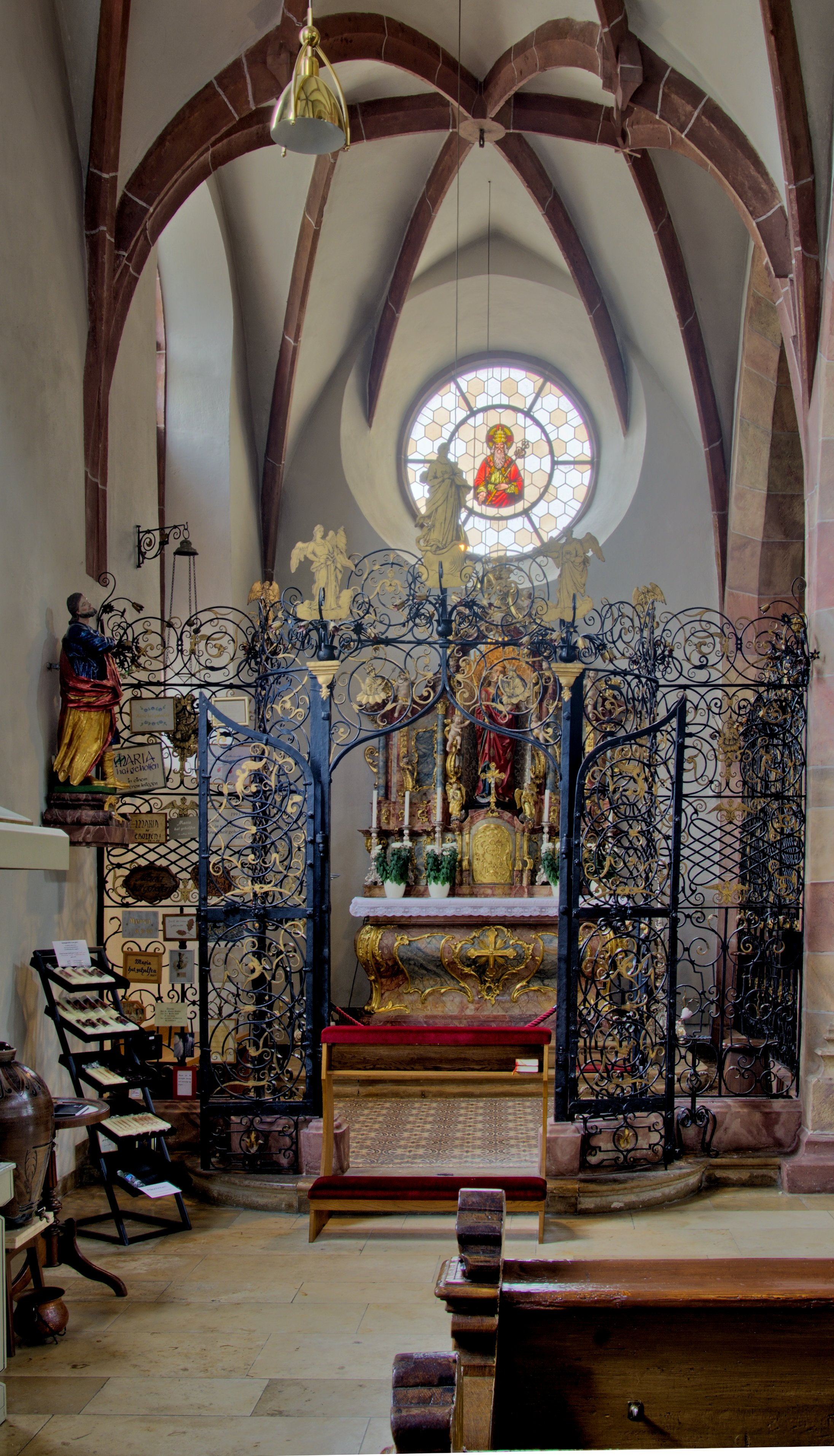
Gnadenkapelle und Gnadenaltar
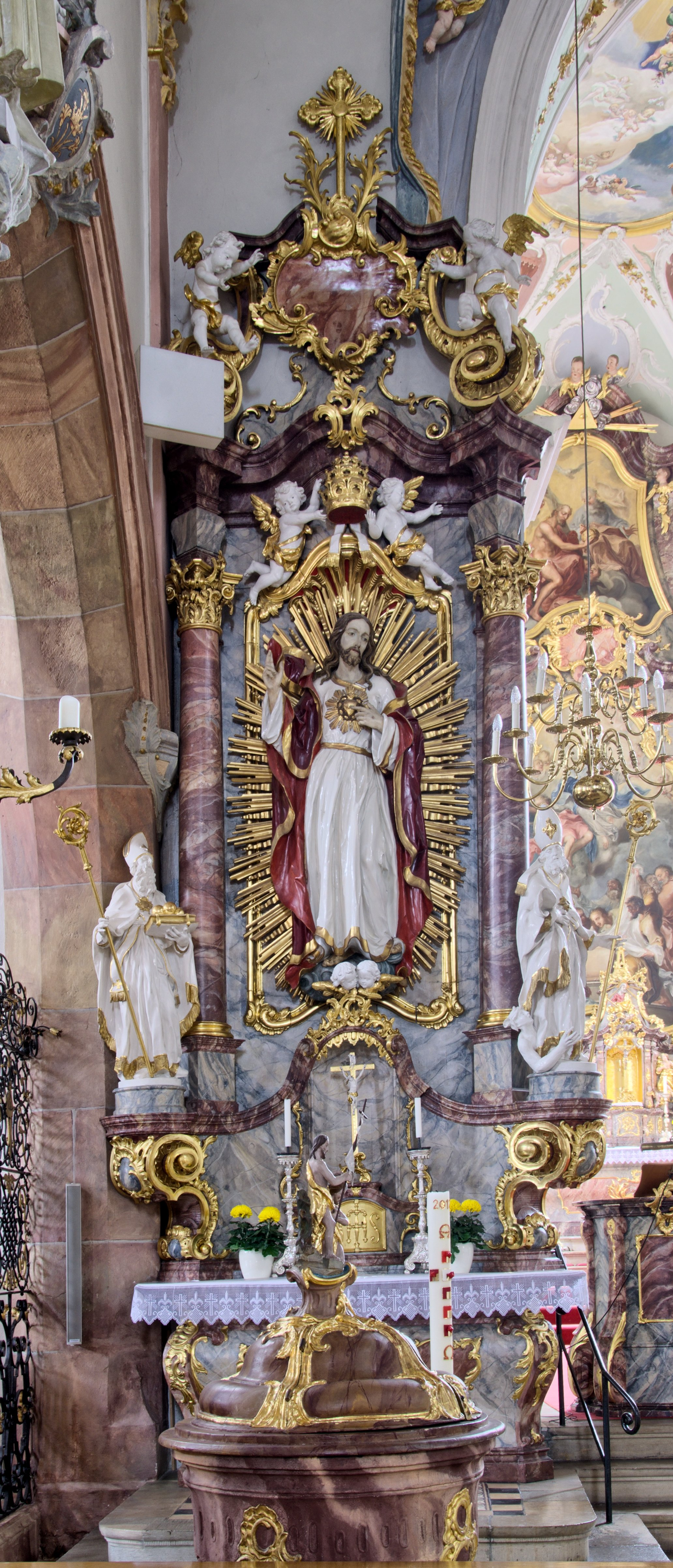
Herz-Jesu-Altar
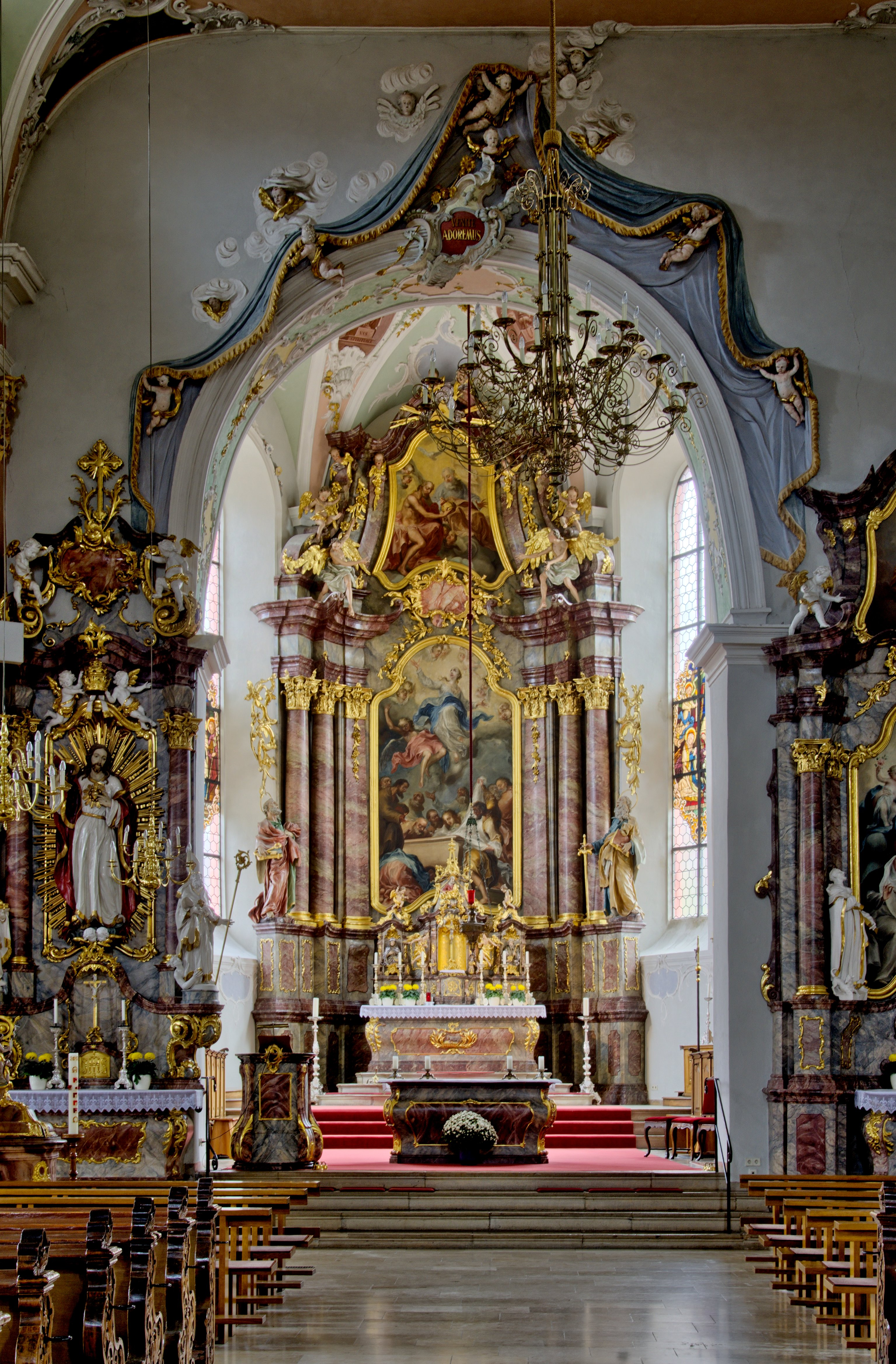
Chor und Hauptaltar
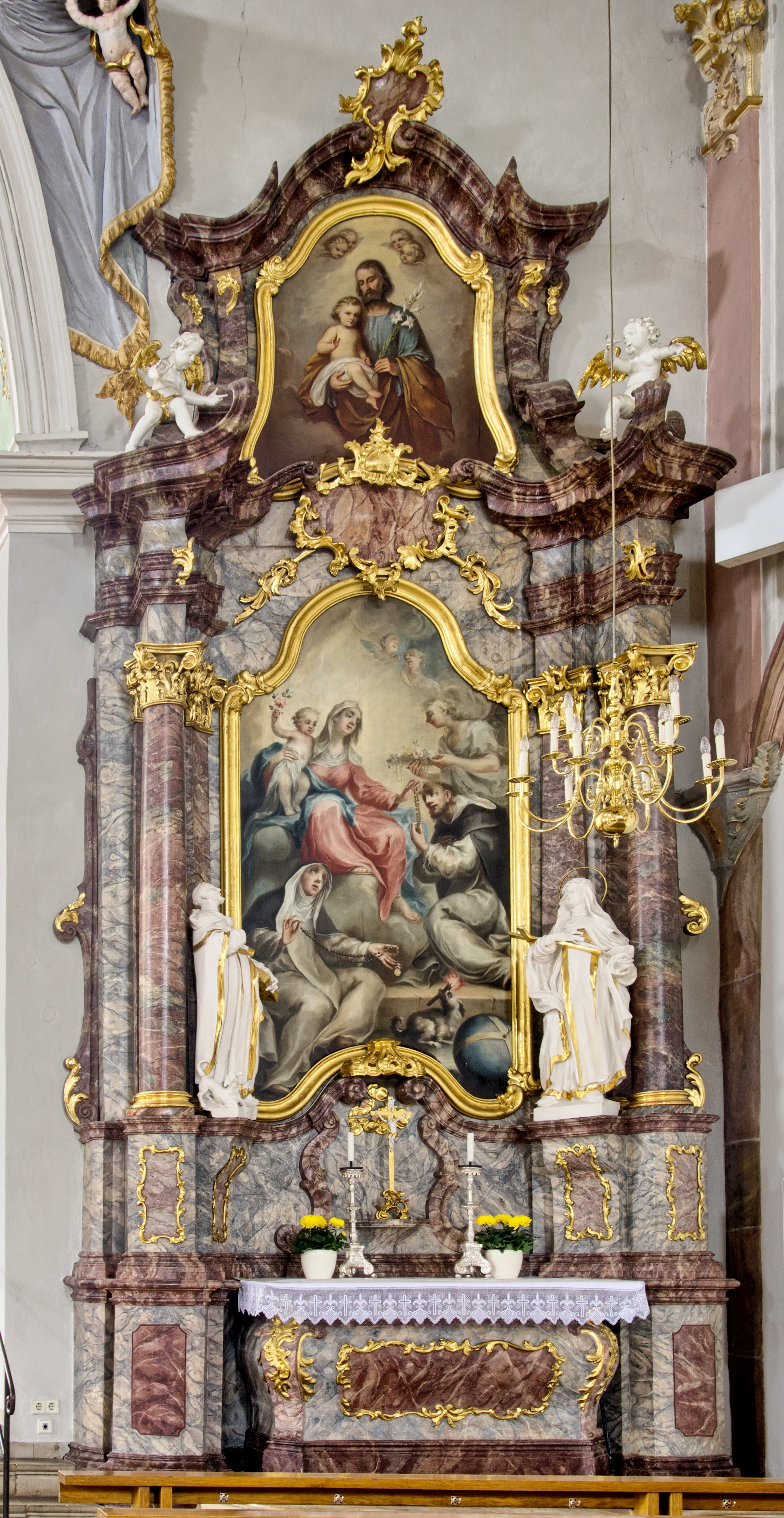
Rosenkranzaltar
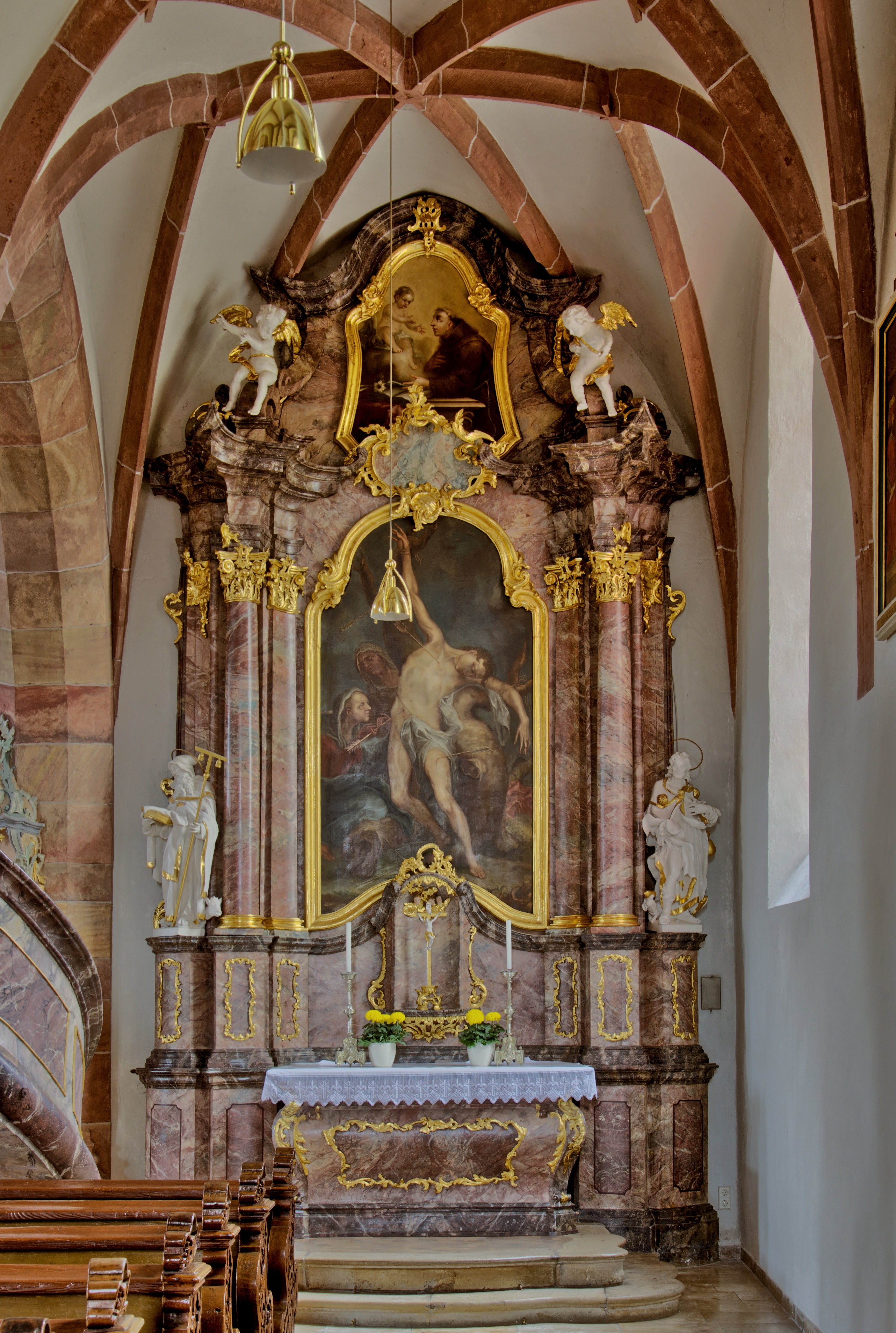
Sebastiansaltar

Der Hochaltar reicht bis an die Decke des Chors. Vier mächtige korinthische Säulen tragen ein seitlich nach vor schwingendes Gesims. Das Hauptbild zeigt wieder die Himmelfahrt Mariens, „kompositorisch, farblich und ausdrucksmäßig ein Meisterwerk von Rang“. Im Bild darüber, das von geschnitzten Engeln flankiert wird, erwartet der dreifaltige Gott die aufschwebende Maria, und noch einmal höher repräsentiert ein goldenes Dreieck in goldenem Strahlenkranz das Auge Gottes. Rechts und links neben den Säulen stehen Petrus und Paulus, rechts und links im reich geschmückten Altaraufsatz Büsten von Joachim und Anna, nach der Tradition die Eltern Marias. In die Rückseite des Altarsteins ist die Nachricht von den Toten von 1633 eingemeißelt, „dar Under 89 von pfaffen und Öhlenschweiler waren. Gott wölle Ihnen und Unss Allen geben ein fröhlich Aufferstehung“.
Der Rosenkranzaltar ist mit zwei korinthischen Säulen und seitlich vorschwingendem Gesims dem Hauptaltar angepasst. Das Hauptbild zeigt, wie Maria dem heiligen Dominikus einen Rosenkranz schenkt. Ein Engel hält einen Kranz aus wirklichen Rosen vor sie, und das Jesuskind auf ihrem rechten Arm hält seinerseits einen Rosenzweig. Zu Dominikus' Füßen trägt neben einer Weltkugel ein Hund eine brennende Fackel im Maul – Darstellung der weiteren Legende, dass Dominikus' Mutter, als sie mit ihm schwanger war, dies träumte und auf die Erleuchtung der ganzen Welt durch ihren Sohn deutete. Neben Dominikus sitzt, einen Rosenkranz in Händen, „in mystischer Schau“ die heilige Katharina von Siena, eine Dominikanerin. Das Oberbild aus dem 19. Jahrhundert zeigt Josef mit dem Jesuskind. Die Skulpturen rechts und links sind noch einmal Dominikus und Katharina von Siena.

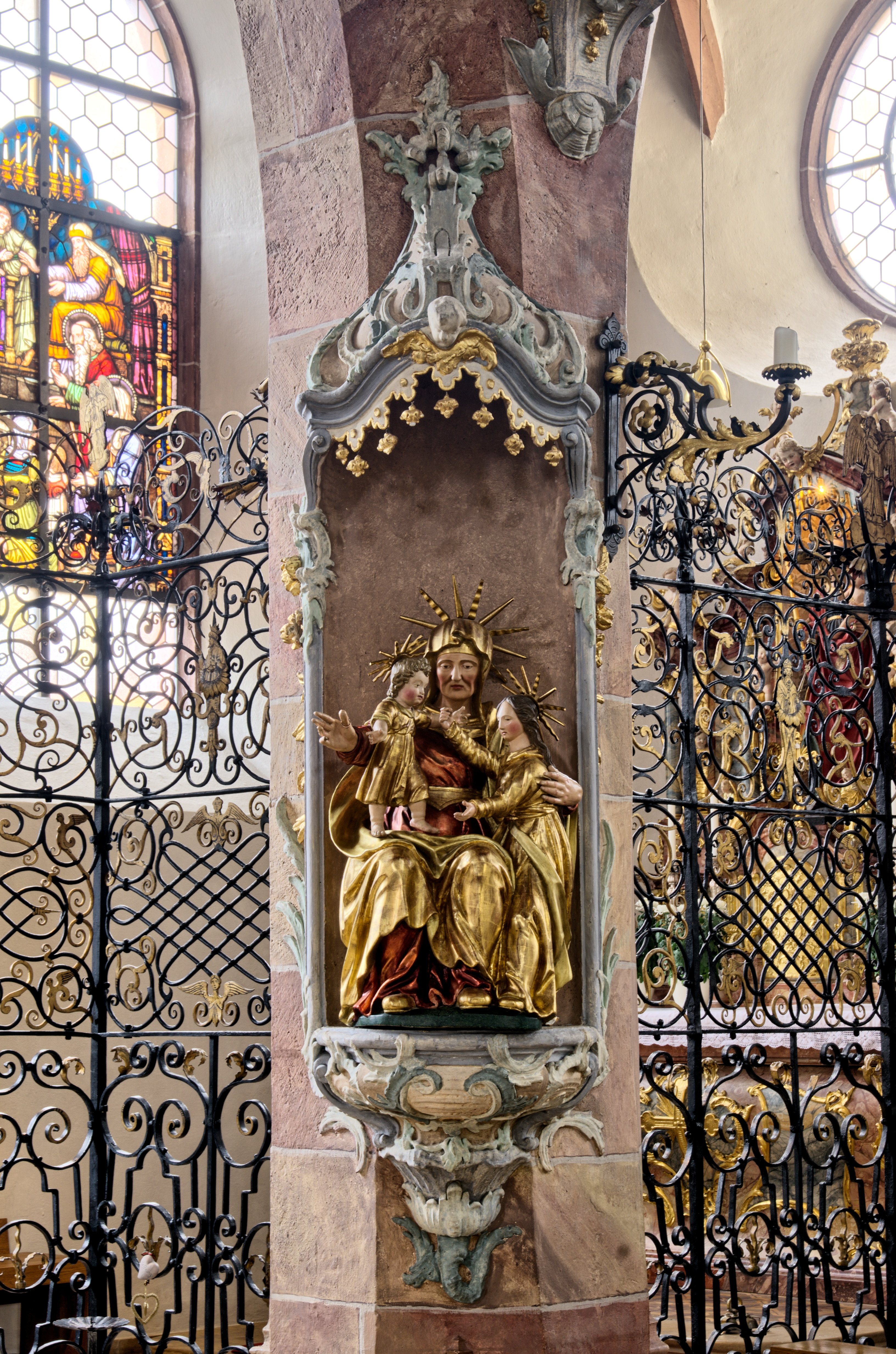
Anna selbdritt

Im Sebastiansaltar, ebenfalls dem Hauptaltar ähnlich, sind drei Seuchenpatrone vereinigt. Im Hauptbild ist der heilige Sebastian von Pfeilen durchbohrt. Zwei Frauen versuchen, ihm zu helfen. Die linke Statue stellt den heiligen Antonius den Eremiten dar mit seinen Attributen Buch, Taustab, Glöckchen und Schwein. Die rechte Statue stellt den heiligen Rochus von Montpellier dar mit Pilgermuschel, Pestbeule am entblößten Oberschenkel und dem Hund, der ihm Brot brachte. Im Oberbild verehrt der heilige Antonius von Padua – kein Seuchenpatron, aber Namensvetter Antonius’ des Eremiten – das Jesuskind.
Der Gnadenaltar stand früher in einer eigenen Kapelle mitten in der Kirche vor dem Chor, ähnlich der Gnadenkapelle in Kloster Einsiedeln. 1892 bis 1894 wurde er ans Ende des nördlichen Seitenschiffs verlegt. Das ihn umgebende schmiedeeiserne Gitter von 1650 mit Ranken, Phantasiewesen und alttestamentlichen Königen stammt aus der ehemaligen Kartause Freiburg. Das Gnadenbild aus dem späten 15. Jahrhundert ist eine hölzerne Madonna mit Kind auf einer Mondsichel. Im neobarocken Altar sind Teile der abgetragenen Altäre wiederverwendet.
Das gilt auch für den 1931 von dem Freiburger Bildhauer Joseph Dettlinger geformten Herz-Jesu-Altar. Der Asymmetrie wegen ist er schmäler als der Rosenkranzaltar. Von Dettlinger stammt auch die zentrale Herz-Jesu-Statue, über die zwei Engel eine Krone halten. Der heilige Nikolaus links mit drei goldenen Kugeln auf einem Buch und der heilige Martin von Tours rechts mit dem Bettler kommen vom ehemaligen Nikolausaltar.

### Orgel

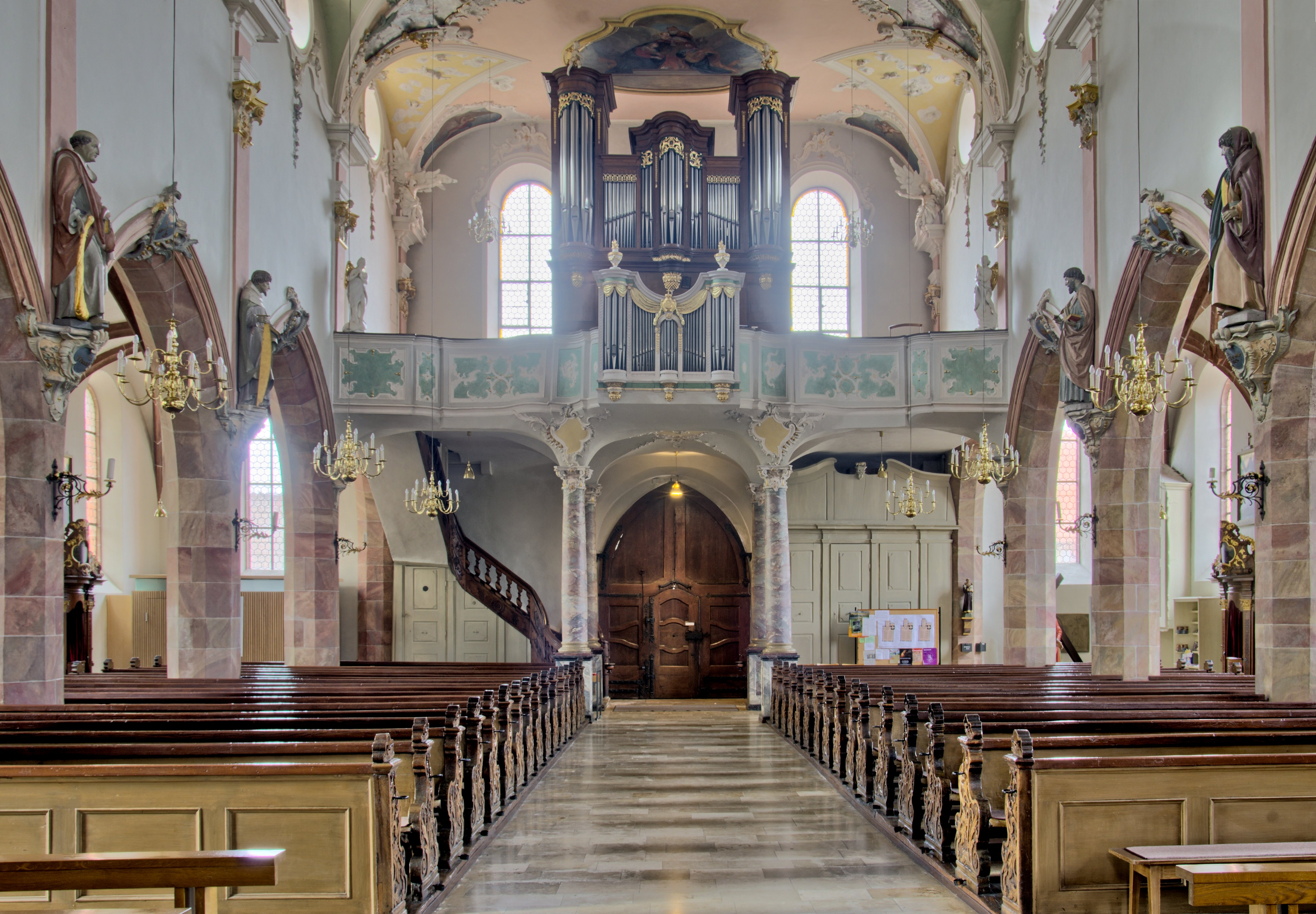
Blick auf die Orgel

Die Orgel wurde 1977 von Fischer & Krämer Orgelbau (Endingen) in dem vorhandenen, historischen, teilweise ergänzten Gehäuse aus einem Vorgängerinstrument des aus Pfaffenweiler stammenden Orgelbauers Nikolaus Schuble rekonstruiert. Auf der Brüstung der Empore stehen zwei Engel aus der Heiligkreuzkirche in Offnadingen, „meisterlich anmutige Werke aus der letzten Schaffensphase Joseph Hörrs“.
| I Rückpositiv C–g3 |            |    |
| 15.                | Principal  | 4′ |
| 16.                | Salicional | 8′ |
| 17.                | Coppel     | 8′ |
| 18.                | Flöte      | 4′ |
| 19.                | Octav      | 2′ |
| 20.                | Larigot    |    |
| 21.                | Mixtur III | 1′ |
| 22.                | Cromorne   | 8′ |
|                    | Tremulant  |    |

| II Hauptwerk C–g3 |                  |        |
| 1.                | Principal        | 8′     |
| 2.                | Praestant        | 4′     |
| 3.                | Cornet V (ab c1) | 8′     |
| 4.                | Bourdon          | 16′    |
| 5.                | Gamba            | 8′     |
| 6.                | Coppel           | 8′     |
| 7.                | Salicional       | 4′     |
| 8.                | Nazard           | 3′     |
| 9.                | Gedecktflöte     | 4′     |
| 10.               | Doublette        | 2′     |
| 11.               | Terz             | 1 3⁄5′ |
| 12.               | Trompete (D)     | 8′     |
|                   | Fagott (B)       | 8′     |
| 13.               | Voxhumana        | 8′     |
| 14.               | Mixtur IV        | 1 ⁄3′  |
|                   | Tremulant        |        |

| Pedalwerk C–f1 |               |     |
| 23.            | Mixturbass IV | 3′  |
| 24.            | Clairon       | 4′  |
| 25.            | Trompetbass   | 8′  |
| 26.            | Flötbass      | 4′  |
| 27.            | Gedecktbass   | 8′  |
| 28.            | Octavbass     | 8′  |
| 29.            | Subbass       | 16′ |
| 30.            | Principalbass | 16′ |
| 31.            | Bombarde      | 16′ |

### Glocken
Im Kirchturm hängt ein Glockengeläut mit sechs Glocken aus Bronze, das wegen der weithin sichtbaren erhöhten Lage der Kirche auch in größerer Entfernung noch gut zu hören ist. Außerdem ist hier die bronzene Totenglocke aus der abgebrochenen Michaelskapelle untergebracht. Sie ist mit zwei Bildern geschmückt, dem drachentötenden Michael und der Immaculata umgeben von Wolken und Engelsköpfchen. Sie wird nur einzeln und von Hand geläutet.
| Nr. | Name                 | Gießer                               | Gussjahr | Durchmesser | Gewicht | Schlagton | Inschrift |
| --- | -------------------- | ------------------------------------ | -------- | ----------- | ------- | --------- | --- |
| 1   | Christ-Königs-Glocke | F. W. Schilling, Heidelberg          | 1955     | 1362 mm     | 1732 kg | d′-8      | Christus herrscht, siegt, regiert Zum Gedächtnis der Gefallenen der zwei Weltkriege 1914/18 und 1939/45                                            |
| 2   | Conkordiaglocke      | Glockengießerei Grüninger, Villingen | 1949     |             | 1000 kg | f′-4      | Conkordia soll ihr Name sein – zur Eintracht, zu herzinnnigem Vereine versammle die liebende Gemeinde                                              |
| 3   | Marienglocke         | Glockengießerei Grüninger, Villingen | 1949     |             | 700 kg  | g′-5      | Maria Namen trag ich, Maria Lob verkünd ich. Dreimal täglich ruf ich: Ave Maria!                                                                   |
| 4   | Susannaglocke        | Glockengießerei Grüninger, Villingen | 1949     |             | 400 kg  | b′-4      | Susanna heiße ich. Zieh mich beizeiten an, damit ich Unwetter vertreiben kann                                                                      |
| 5   | Agathaglocke         | F. W. Schilling, Heidelberg          | 1955     | 773 mm      | 302 kg  | c″-7      | Agatha, die Gute, bin ich genannt – hab Ätnas Flammenglut gebannt, – schlag an die Glock’ in Feuersnot. Ihr Schall bringt Hilf von Mensch und Gott |
| 6   | Schutzengelglocke    | F. W. Schilling, Heidelberg          | 1955     | 692 mm      | 217 kg  | d″-8      | |
| 7   | Totenglocke          | Iohan Georg Gapp, Freiburg           | 1723     | 500 mm      |         | g″+2      | |

### Übrige Ausstattung
Über den Pfeilern des Schiffs stehen auf barocken Konsolen sieben, an den Wänden des Chors vier weitere Apostel, die Dettlinger 1905 nach den Aposteln der Kapelle von Schloss Blutenburg bei München kopierte. Sie ersetzen barocke Statuen und ergänzen die alten Petrus- und Paulus-Statuen auf dem Hochaltar zu einem kompletten Zyklus.
An den zwei östlichen Langhauspfeilern enthalten reich geschmückte Nischen links eine barocke Anna selbdritt, rechts eine Pietà des 19. Jahrhunderts. An der sich rechts anschließenden nördlichen Turmwand hängt ein barockes Kruzifix.
An den Wänden des Chores hängen sich die Oberbilder der beiden abgebrochenen Altäre gegenüber, links das Schweißtuch der Veronika, rechts Gottvater mit dem Heiligen Geist.

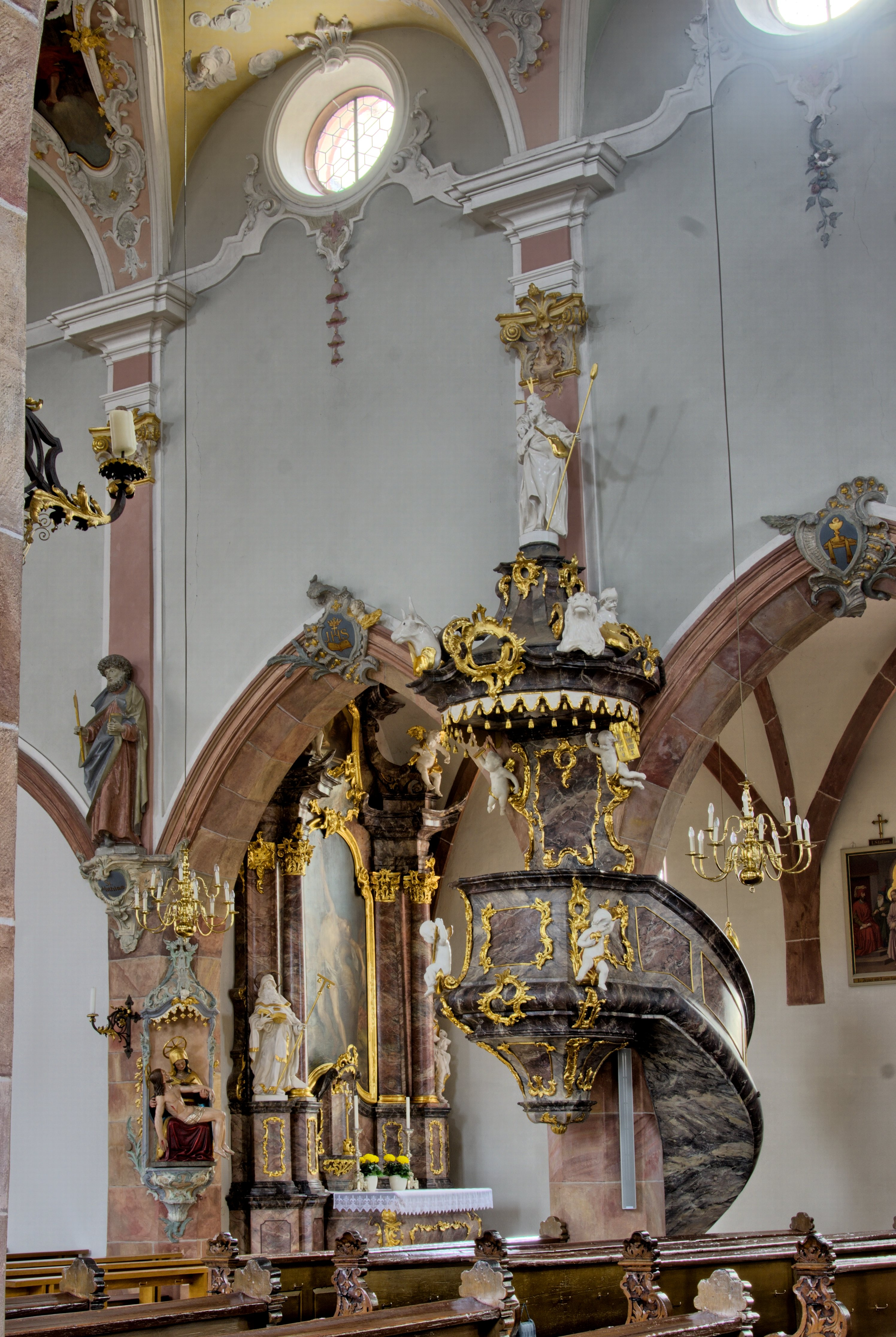
Kanzel

Die Figuren der Kanzel von 1766 werden dem Freiburger Bildhauer Joseph Hörr zugeschrieben. Am Korb tragen drei Putten die Symbole der göttlichen Tugenden Kelch für den Glauben, Anker für die Hoffnung und zwei Flammenherzen für die Liebe. Die rechte Putte unter dem Schalldeckel trägt die mosaischen Gesetzestafeln, die linke die Bibel. Auf dem Schalldeckel folgen die Symbole der vier Evangelisten, von links nach rechts der Adler des Johannes, der Stier des Lukas, der Löwe des Markus und der Mensch des Matthäus. Ganz oben steht Jesus als der gute Hirt.
An der Westwand hängt ein Steinrelief der Verkündigung an Maria und der Heimsuchung, an der Wand des nördlichen Seitenschiffs ein dazu gehöriges Relief der Darstellung Jesu im Tempel. Sie wurden vielleicht Anfang des 17. Jahrhunderts gefertigt und stammen vom Altar der ursprünglichen Gnadenkapelle.
Das Langhausgestühl und die sechs Beichtstühle schnitzte in den 1740er Jahren ein Johannes Scherlin. Im Schnitzwerk auf den Beichtstühlen erzählen sechs kleine Gemälde die Geschichte vom verlorenen Sohn. Intarsien an den Beichtstuhltüren zeigen auf das Bußsakrament bezogene Darstellungen, im linken Seitenschiff von hinten nach vorn König David, die heilige Maria Magdalena und einen siebenköpfigen Drachen, Symbol der sieben Hauptsünden, im rechten Seitenschiff den reuigen Petrus, den heiligen Hieronymus und die mosaischen Getzestafeln.
Wollen sich die Glasgemälde von 1892 in den Fenstern von Chor und Gnadenkapelle der älteren Ausstattung einordnen, so belassen es die Lattenwände des Beichtraums am Westende des südlichen Seitenschiffs bei krassem Kontrast.

## Würdigung
„Trotz des völligen Niedergangs des Ortes im 30jährigen Krieg konnte im 18. Jh. namhaften Künstlern der Auftrag zur Erneuerung der Kirche in zwei Etappen gegeben werden. Sie schufen ein Gesamtkunstwerk, in dem die Spätgotik mit dem Barock eine harmonische Synthese eingeht.“